# 보라보라 (음악 그룹)
보라보라는 2012년에 디지털 싱글 《Christmas Collaboration》으로 데뷔한 대한민국의 음악 그룹이다.

## 음반
- Christmas Collaboration (2012)
- Welcome To The BORABORA (2014)
- 4 Seasons : Spring (2015)
- 4 Seasons : Summer (2015)
- 마음의 소리 (2016)
- 이번엔 사랑일까 (2016)
- 그대 입술에 (2016)
- Shoot For The Moon (2017)
- 주춤 (2017)